# Ed Atkins
Ed Atkins (Stonesfield, Reino Unido, 1982) es un joven artista británico conocido por su videoarte y poesía. Atkins da conferencias en el Goldsmiths College de Londres y ha sido llamado como "uno de los grandes artistas de nuestro tiempo" por el crítico de arte suizo Hans-Ulrich Obrist.

## Biografía
Atkins se crio en Stonesfield, un pequeño pueblo a las afueras de Oxford. Su madre era profesora de arte en una escuela pública y su padre, un artista gráfico. Estudió primero en Central Saint Martins y después se graduó en The Slade School de University College de Londres con un máster en Bellas Artes.

## Trayectoria
A través de una nueva práctica denominada capas de apóstrofe, para vídeo de Alta definición, Atkins quiere renovar el lenguaje artístico. Mediante avatares e imágenes CGI busca la captura del movimiento. Muchos de estos vídeos son una especie de soliloquios en una poética que golpea íntimamente al espectador, a través de efectos especiales. Se ha llegado a decir que es capaz de procurar el efecto  denominado valle inquietante. En la instalación Nosotros Muertos Hablar de Amor (2012), un 37 minutos en dos de los canales de vídeos, el avatar habla sobre la búsqueda de una pestaña bajo el prepucio.
Atkins produce la mayoría de su trabajo en equipo. A través de las tecnologías del videoarte, indaga en las posibilidades del vídeo digital, a menudo citando a sus fuentes, como el artista Hollis Frampton, cuya influencia es evidente en la obra de Atkins. Un escritor prolífico, Atkins' de vídeo funciona a menudo son derivados de la escritura.
Atkins ha realizado exposiciones individuales en la Tate Britain, en el Museo Stedelijk de Ámsterdam, en la Galería Chisenhale, el MoMA PS1, la Serpentine Gallery, en el Palais de Tokyo y la galería Kunsthalle de Zürich. Por ejemplo, en la Serpentine Gallery, en 2012, se estrenó su trabajo denominado DEPRESIÓN, una obra en la que utiliza la proyección con voces alteradas digitalmente, como una máscara auditiva que quiere disimular otras técnicas cinemáticas empleadas. En 2014, produjo www.8007274, un dominio que invitaba a los usuarios a inscribirse para recibir durante una década su correspondencia electrónica.